# The Light at the End of the World
The Light at the End of the World – szósta płyta studyjna brytyjskiego zespołu My Dying Bride wydana 12 października 1999 roku przez wytwórnię płytową Peaceville.

## Lista utworów
Opracowano na podstawie materiału źródłowego.
| Nr | Tytuł utworu                        | Długość |
| -- | ----------------------------------- | ------- |
| 1. | „She Is the Dark”                   | 8:26    |
| 2. | „Edenbeast”                         | 11:22   |
| 3. | „The Night He Died”                 | 6:25    |
| 4. | „The Light at the End of the World” | 10:35   |
| 5. | „The Fever Sea”                     | 4:05    |
| 6. | „Into the Lake of Ghosts”           | 7:08    |
| 7. | „The Isis Script”                   | 7:08    |
| 8. | „Christliar”                        | 10:30   |
| 9. | „Sear Me III”                       | 5:26    |
|    |                                     | 1:11:05 |

## Twórcy
Opracowano na podstawie materiału źródłowego.
| Zespół My Dying Bride w składzie - Aaron Stainthorpe – śpiew, oprawa graficzna albumu - Andrew Craighan – gitara, miks - Adrian Jackson – gitara basowa - Shaun Steels – perkusja |  | Dodatkowi muzycy - Jonny Maudling – instrumenty klawiszowe Inni - Robert "Mags" Magoolagan – produkcja, inżynieria dźwięku, miksowanie - Calvin Robertshaw – miksowanie |